# آق‌سیاه‌زن
آق‌سیاه‌زن (به لاتین: Agsiazan) یک منطقهٔ مسکونی در جمهوری آذربایجان است که در شهرستان خیزی واقع شده‌است.